# Indreabhán
Indreabhán (en anglès Inverin) és un llogaret d'Irlanda situat entre An Spidéal i Casla, a la Gaeltacht del comtat de Galway, a la província de Connacht. El 78% dels habitants parlen irlandès.
Hi ha un nombre d'escoles d'estiu en irlandès a la zona, principalment les de Coláiste Lurgan i Coláiste Uí Chadhain. L'actual vila d'Indreabhán es troba entre Baile na hAbhann i Na Minna. Està comunicada amb la ciutat de Galway per la carretera R336 i amb la ruta 424 Arxivat 2009-07-10 a Wayback Machine. del Bus Éireann cap a Galway.
També hi ha un club de l'Associació Atlètica Gaèlica que organitza cada any un torneig de futbol la diada de Sant Esteve.

## Personatges
- Seán Ó Coisdealbha
- Sinéad Ní Neachtain
- Aoife Ní Thuairisg
- Pádraic Ó Neachtain